# Just Kids (libro)
Just Kids è un libro di memorie dell’artista Patti Smith, pubblicato il 19 Gennaio 2010, nel quale vengono raccontati in prima persona i dettagli della peculiare relazione che la legò al fotografo Robert Mapplethorpe.

## Accoglienza
Nel 2010 Just Kids ha vinto il National Book Award per la saggistica; nello stesso anno è stato inserito nella Top 10 Best Books della rivista statunitense Publishers Weekly. Ha concorso come finalista per il Los Angeles Times Book Prize (sezione Current Interest, 2010) e per i National Book Critics Circle Award (sezione Biografie/Autobiografie, 2010) e nel 2011 è apparso sulle Notable lists dell’American Library Association.
Just Kids è stato presentato nell’episodio di Fresh Air del 19 Gennaio 2010, durante il quale la conduttrice Terry Gross ha intervistato la Smith.